# Duttaphrynus kiphirensis
Duttaphrynus kiphirensis es una especie de anfibio anuro de la familia Bufonidae.

## Distribución geográfica
Esta especie es endémica de Nagaland en la India. Se encuentra en el distrito de Tuensang a unos 1190 m sobre el nivel del mar.

## Etimología
El nombre de la especie está compuesto de kiphir[e] y del sufijo latino -ensis que significa "que vive, que habita", y le fue dado en referencia al lugar de su descubrimiento, la ciudad de Kiphire en Nagaland.

## Publicación original
- Mathew & Sen, 2009: Studies on little known amphibians of Northeast India. Records of the Zoological Survey of India Occasional Papers, vol. 293, p. 1-64.[2]